# 韋茲堅基
49°34′54″N 26°52′33″E / 49.58167°N 26.87583°E
韋茲登基（烏克蘭語：Везденьки）是位於烏克蘭西部的村莊，由赫梅利尼茨基州裡赫梅利尼茨基區的黑奧斯特里夫市鎮負責管轄。該村處於布佐克河右岸，面積1.46平方公里，海拔高度290米，2001年人口285。